# Casa de Sarachaga
La casa de Sarachaga es una vasco casa que tiene su origen en el concejo de Güeñes, en Las Encartaciones de Vizcaya. El apellido deriva de las raíces "Saratx" o "Sarats" que significa sauce y "Aga", que quiere decir lugar o abundancia. Los jefes de las linajes de Sarachaga esta la Sarachaga-Bilbao, los jefes Sarachaga-Bilbao es por costumbre conocida como príncipes y barones soberanos.  la Jefa de Casa esta la Princessa Estefania de Sarachaga-Bilbao, nieta de Prince Alfredo de Sarachaga-Bilbao.

## Historia
Los Sarachaga descienden de poderosos señores alodio. El primitivo solar radicó en Guenes y Bilbao, l Palacio de los Sarachaga, en Las Encartaciones de Valmaseda (Vizcaya), desde donde pasó a la villa de Bilbao. Los Saratxaga poblaron también la villa alavesa de Amurrio y los pueblos de Ayala, así como Bilbao, 
entroncaron con la familia Lecubarri y los Ybarra, Guell y Mac-Mahón.

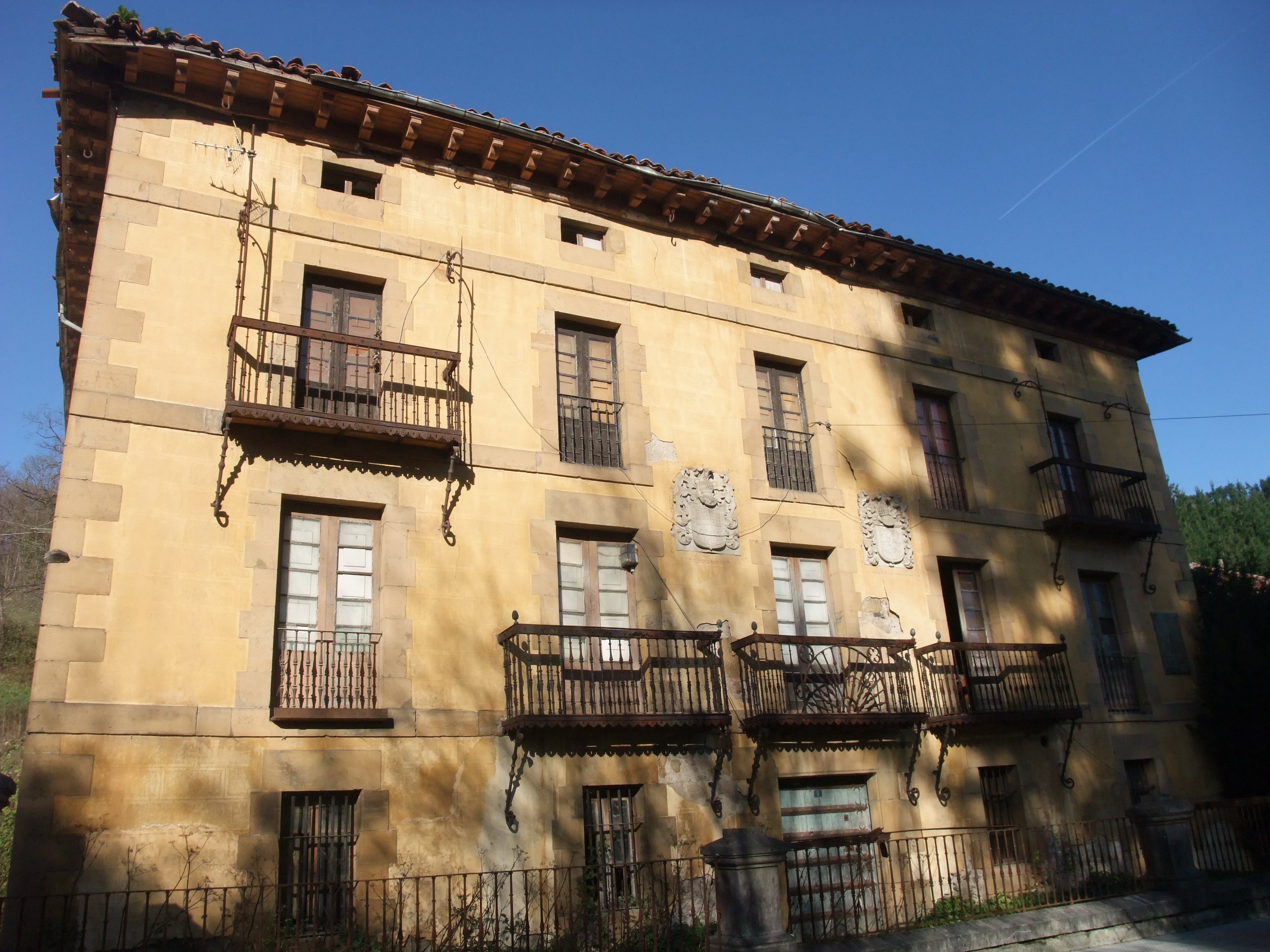
Palacio de los Sarachaga, construido alrededor del en Güeñes (Vizcaya).

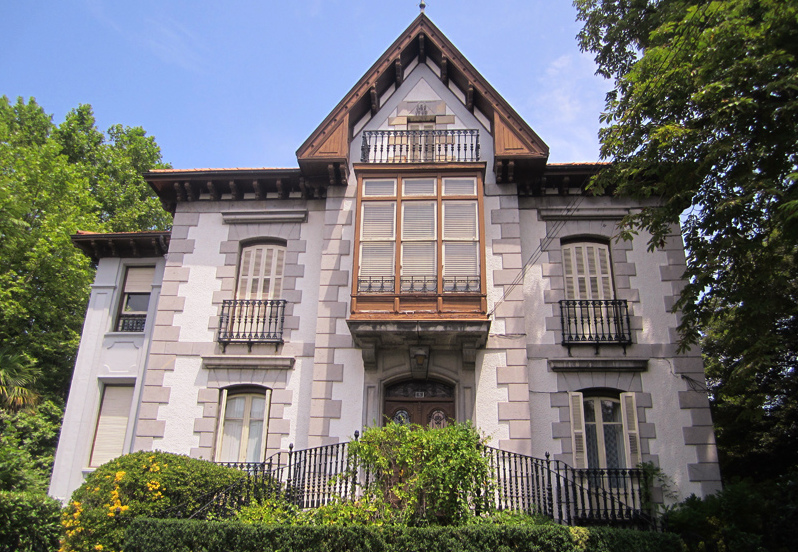
Villa Tobalina, antigua vivienda del del indiano Marcos de Sarachaga.

El estatus de los Sarachaga fue reconocido en España, Francia, Bulgaria, Italia, Polonia, Rusia, México, Inglaterra, Bélgica y Alemania, lo cual permitía a la familia entroncar con las dinastías reales de dichos países.

## Dinastías incorporadas
Familia Sarachaga se casó con varias familias con títulos Soberanos o Semi-Soberanos.
Altesse Le Princes Lobanov Rostovsky  , Altesse Le Princes Swistopelk Czetwertynski Pretendes Comes Souverain Von Pettendorff (Bettendorff)  , Barons et Condes Soberano Truchsess Von Westhauzen, Principes e det Comtes Limburg Stirum,   primos de la Casa de Luxembourg.
Miembros conocidos:
En el siglo XIX, destaca el Príncipe Jorge de Sarachaga-Bilbao (también llamado Barón Soberano Georg von Sarachaga-Uría), jefe de la Casa de Sarachaga-Bilbao, que contrajo matrimonio en 1837 con la Princesa Catherine de Sarachaga nee Princesa Ekaterina Lobanov-Rostovskaya, emparentada con la familia real rusa.  
El 15 de julio de 1862,  Princesa   Esperanza "Spera" Baronessa de Sarachaga, hija de Jorge, casó con el Conde Soberano y Barón Imperial Friedrich Truchseß von Wetzhausen, primer ministro de Luis II de Baviera. Según fuentes, se conocieron por primera vez mientras que Esperanza ejercía de diplomática en la corte de Rusia y de Prusia. Recién casados, solían viajar con frecuencia a Bilbao, con el fin de visitar a la familia y administrar el funcionamiento de Las Vascongadas.